# Montellano, Mexiko
Montellano är en ort i Mexiko.   Den ligger i kommunen Pahuatlán och delstaten Puebla, i den sydöstra delen av landet, 140 km nordost om huvudstaden Mexico City. Montellano ligger 1 860 meter över havet och antalet invånare är 279.
Terrängen runt Montellano är bergig söderut, men norrut är den kuperad. Montellano ligger uppe på en höjd. Runt Montellano är det ganska tätbefolkat, med 80 invånare per kvadratkilometer. Närmaste större samhälle är Huauchinango, 18,7 km söder om Montellano. I omgivningarna runt Montellano växer i huvudsak städsegrön lövskog.